# ファッションデザイン
ファッションデザイン（英語: fashion design）とは、 デザインや美学 、自然の美しさを衣服やアクセサリーに適用する芸術。それは文化的および社会的態度の影響を受け、時間と場所によって変化してきた。ファッションデザイナーは、衣類やブレスレットやネックレスなどのアクセサリーをデザインする上で多くの方法を用いて活躍する。衣服を市場に持ち込む時期を睨み、デザイナーは消費者の嗜好の変化を時々予測し決定する必要もある。 

## 構造
ファッションデザイナーは、デザインを所有する「社内デザイナー」として1つのファッションハウスでフルタイムで働くか、単独でまたはチームの一員として従事する。フリーランスのデザイナーは自分で仕事をし、デザインをファッションハウス、直接店舗、または衣料品メーカーに卸売する。衣服には買い手のラベルが付くが一部のファッションデザイナーは独自のラベルを設定し、その下でデザインを販売。また一部のファッションデザイナーは自営業で、個々のクライアント向けにデザインしているほか、他の高級ファッションデザイナーは、専門店や高級ファッションデパートに対応しており、これらのデザイナーはオリジナルの衣服と、確立されたファッショントレンドに従う衣服をデザインしていく。しかし、ほとんどのファッションデザイナーはアパレルメーカーで働いており、大衆市場向けに男性用、女性用、子供用のファッションのデザインに従事している。アバクロンビー&フィッチ、Justice、Juicyなど、ブランドとして「名前」を持つ大規模なデザイナーブランドは、デザインディレクターの指揮の下、個々のデザイナーのチームによってデザインされることがある。 

## 歴史

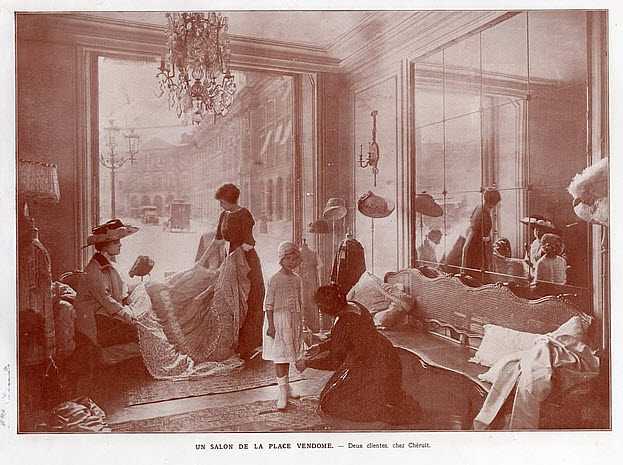
1910年、パリのヴァンドーム広場にあるChéruitサロン

### アメリカ合衆国のファッションデザイン

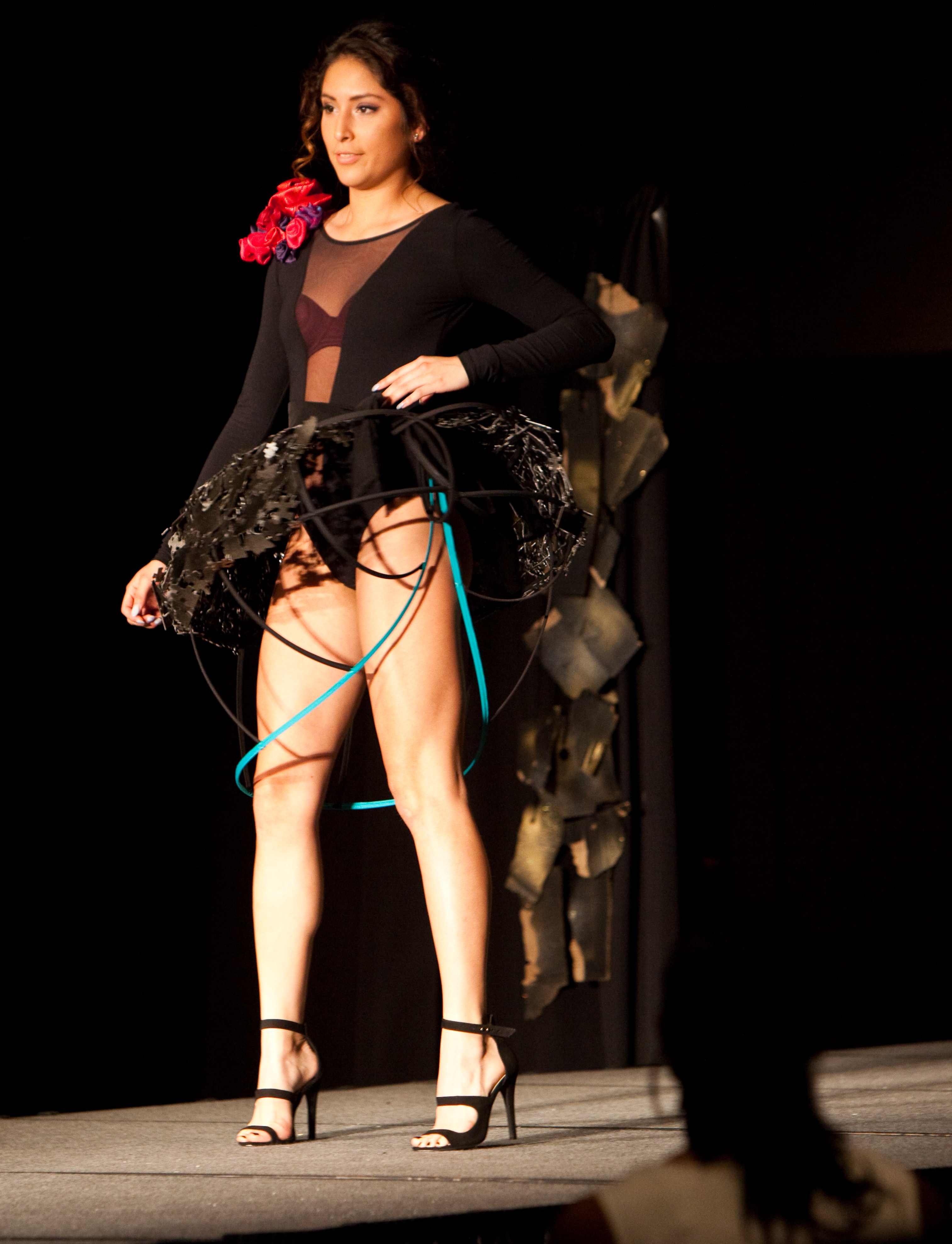
Fashion show at a fashion designing college, USA, 2015

### イギリスのファッションデザイン

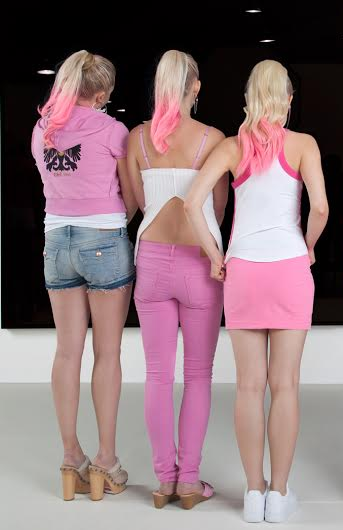
英国のイベントでのモデル 、左から右へ- ショーツ 、 ズボン 、 ミニスカートを 着用

## 世界のファッション産業

### イタリアのファッションデザイン

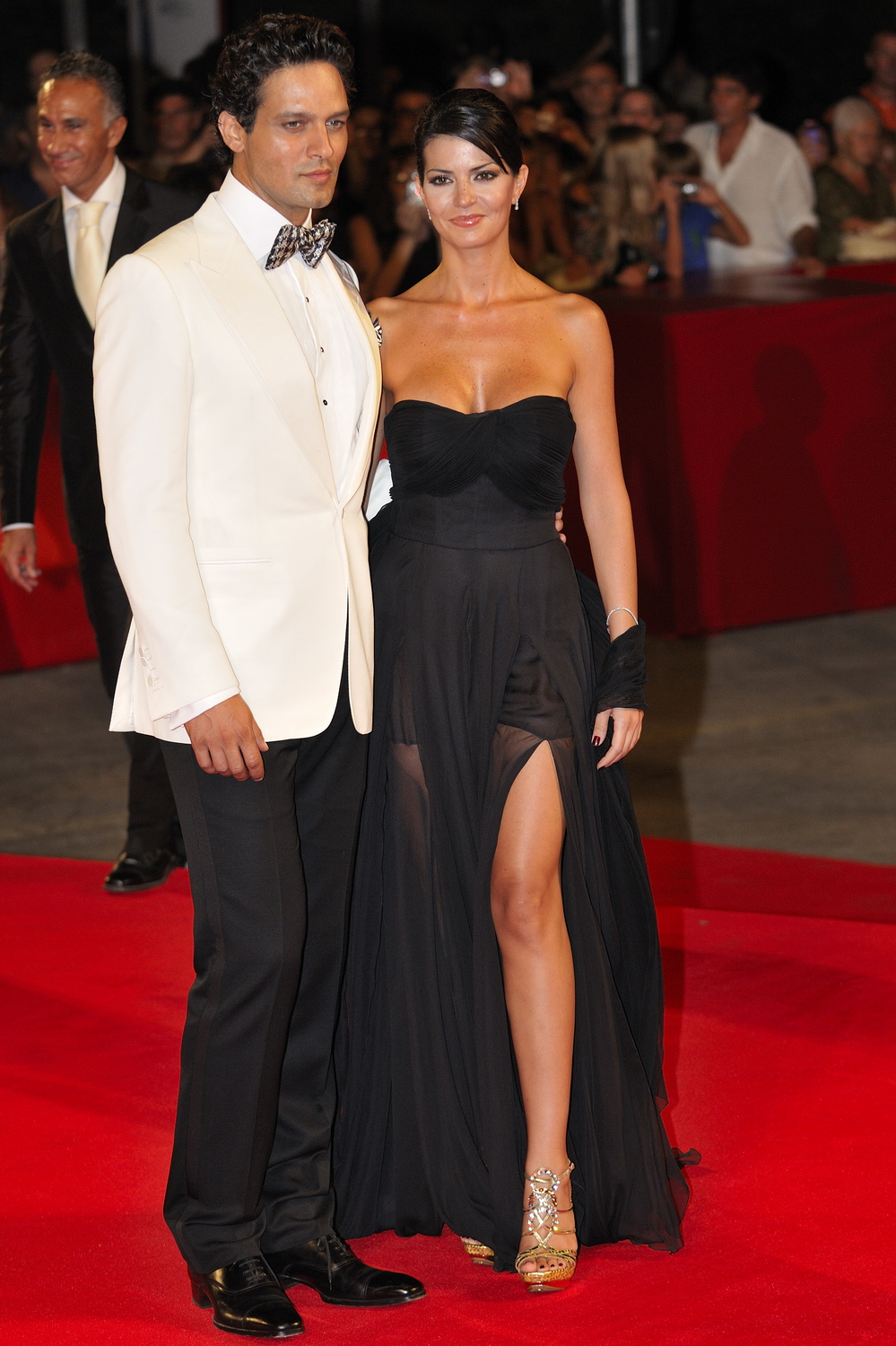
レッドカーペットファッション ：イタリアの俳優、 ガブリエル・ガルコとローラトリッシ 、2009年ヴェネツィア国際映画祭でデザイナーフォーマルな服を着

有名なイタリアのファッションブランドには、 グッチ 、 アルマーニ 、 プラダ 、 ドルチェ＆ガッバーナ 、 バレンチノ 、 ボッテガベネタ 、 ロベルトカヴァッリ 、 コスチュームナショナル 、 ブルネッロクシネリ 、 ディーゼル 、 エトロ 、 フェイ 、 フェンディ 、 サルヴァトーレフェラガモ 、 フィオルッチ 、 ジェニー 、 アイスバーグ 、 キトン 、 ラペルラが含まれます 、 ロロ・ピアーナ 、 マルニ 、 ミッソーニ 、 モンクレール 、 モスキーノ 、 リッチモンド 、 エルマンノ・セルヴィーノ 、 トッド 、 トラサルディ 、 ヴェルサーチなど 。

### 中国のファッションデザイン
- 長城
- フローラ・チョン・リーン
- ベティ・クレモ
- ケニー・ホー
- マーケ
- ティティ・クワン
- エディ・ラウ
- ヘンリー・ラウ
- クリス・リュー
- ダン・リュー
- マーシャ・マー
- ケビンプーン
- ヴィヴィアン・ポイ
- ジョン・ロシャ
- ヴィヴィアン・タム
- ウィリアム・タン
- オスカー・ウデシ
- ボウイ・ウォン
- 蘭Yu